# Gro Harlem Brundtland
Gro Harlem Brundtland (Norsk udtale: ɡruː hɑːɭɛm brʉntlɑnː ( hør); født 20. april 1939) er en norsk tidligere politiker og læge.

## Baggrund
Hun blev født i Bærum som datter af statsråd, professor dr. med. Gudmund Harlem. Medicinsk embedseksamen ved Universitetet i Oslo i 1963 og Master of Public Health fra Harvard-universitetet i USA i 1965. 

## Politisk karriere
Hun var miljøminister 1974–79,  Norges første kvindelige statsminister februar–oktober 1981 og maj 1986 til oktober 1989 og fra 3. november 1990 til 25. oktober 1996, da hun blev efterfulgt af Thorbjørn Jagland. Hun trak sig som leder af Arbeiderpartiet i 1992.
I 1983 blev hun udpeget som leder af FN's Miljø- og Udviklingskommision. Det førte i 1987 til udgivelse af rapporten "Vor fælles fremtid" også kaldet Brundtlandrapporten.
I 1994 fik hun Karlsprisen.
I 1998 blev hun valgt til generaldirektør for Verdenssundhedsorganisationen (WHO), som hun stod i spidsen for til 2003. Brundtland modtog titlen som Policy Leader of the Year for koordineringen mod SARS-udbruddet i 2003. Hun fratrådte stillingen i sommeren 2003 og blev efterfulgt af Jong-Wook Lee. Hun bor nu i Frankrig med sin mand, Arne Olav Bruntland.
FNs generalsekretær Ban Ki-moon har udnævnt Gro Harlem Brundtland til en af FN's tre særlige udsendinge for klimaspørgsmål. Hun tiltrådte i New York 8. maj 2007.